# Estudos búlgaros
Os estudos búlgaros são uma disciplina científica complexa que estuda objetos e problemas búlgaros. É orientado principalmente para as ciências humanas, que abrangem questões da língua búlgara, literatura búlgara, história e arqueologia búlgara, estudos cirilo-metodianos, arte búlgara, cultura espiritual e material tradicional búlgara. 
Os estudos búlgaros são a base dos estudos eslavos e coincidem parcialmente com os estudos eslavos, os estudos paleo-eslavos, os estudos bizantinos e os estudos dos Balcãs.